# Крістен Ганчер
Крістен Ганчер (нар. 1999 або 2000) — канадська актриса та діяч соціальних мереж.

## Кар'єра
Ганчер народилася в Онтаріо, Канада. Вона розпочала свою кар'єру на сайті прямих трансляцій YouNow, потім перейшла в Instagram і соціальну мережу musical.ly, яку пізніше об'єднали з TikTok. 1 квітня 2020 року вона була 11-ю за кількістю підписок на сайті. Станом на березень 2020 року у неї понад 5,8 мільйона підписників в Instagram і 1 мільйон підписників на YouTube.
У липні 2019 року Ганчер розкритикували в соціальних мережах за те, що вона їздила на коні, що плаває у воді. BuzzFeed News відзначив, що коні вміють плавати і що дослідження показало, що плавання може бути корисним для них.

## Фільмографія
Ганчер знялася в наступних фільмах:
| Назва фільму         | Дата випуску     | Жанр              | Епізод(и)   |
| -------------------- | ---------------- | ----------------- | ----------- |
| Chills               | 24 березня, 2017 | Музичне відео     | н/в         |
| Misshaps             | 12 червня, 2017  | Комедія           | 10 епізодів |
| The Pain of Painting | 19 липня, 2017   | Комедійна розмова | 1 епізод    |
| Mani                 | 31 серпня, 2017  | Комедія           | 3 епізоди   |
| Troubled Youth       | 19 січня, 2018   | Жах               | 1 епізод    |
| Sitting in the 80's  | 15 лютого, 2019  | Комедія           | н/в         |

## Нагороди та номінації
Ганчер була номінована на премію Teen Choice Awards у 2016 та 2017 роках у номінації Choice Muser. У 2017 році вона також була номінована на премію Streamy Awards у номінації Breakout Creator.